# Пономарёв, Вячеслав Владимирович
Вячеслав Владимирович Пономарёв (укр. В’ячеслав Володимирович Пономарьов, род. 2 мая 1965, Славянск, Украинская ССР) — бизнесмен и самопровозглашенный мэр города Славянска подконтрольной России Донецкой Народной Республики с 13 апреля по 10 июня 2014 года.
Находится под персональными санкциями всех государств ЕС, Великобритании, США, Канады, Швейцарии, и других стран.

## Биография
Родился 2 мая 1965 года в Славянске, отец — русский, мать — украинка. Служил на флоте, в 1990-х годах занялся бизнесом, затем управлял швейной фабрикой, позднее мыловаренным заводом.
По неподтвержденным данным Пономарёв служил в Советской армии, затем в Военно-морском флоте, участвовал в «специальных операциях».
У Пономарёва есть сын. Официально разведён с женой в 1995 году. С 2005 по 2011 год проживал в Киеве, где работал на строительстве, после чего вернулся в родной Славянск.

### Участие в событиях на востоке Украины (2014)
Мы [Донецкая Народная Республика] согласны быть федерацией в составе России. Либо же федерацией на условиях полного взаимодействия с Российской Федерацией. Пускай это будет отдельным государством, но в составе Таможенного союза.
 — Вячеслав Пономарёв
13 апреля, в связи с отъездом[прояснить] городского головы Нели Штепы, взял на себя обязанности коменданта («народного мэра») Славянска. Призвал местное население сообщать о подозрительных лицах. Пообещал, что выборы президента Украины не состоятся: «Мы примем все необходимые меры, чтобы выборы на юго-востоке не состоялись».
Силовые ведомства Украины обвиняют организованную группу под руководством Пономарева, включая Гиркина и Безлера, в убийстве депутата Горловки Рыбака и студента Поправко. Из обнародованных телефонных переговоров следует, что Пономарев прятал тело Рыбака.
В ночь на 20 апреля сепаратисты по приказу «мэра» задержали американского журналиста Саймона Островского. Пономарёв заявил, что у Островского двойное гражданство США и Израиля, и он проводит «шпионскую деятельность». Островский был освобождён после вмешательства ОБСЕ и представителей Госдепа США.
25 апреля Вячеслав Пономарёв сообщил, что сепаратисты остановили на одном из блокпостов автобус миссии ОБСЕ. Члены военной миссии, проходившей под эгидой ОБСЕ были заподозрены в шпионаже и задержаны. Среди задержанных — три офицера из Германии, один — из Польши, один — из Швеции, один — из Чехии и один — из Дании, а также гражданский переводчик из Германии.

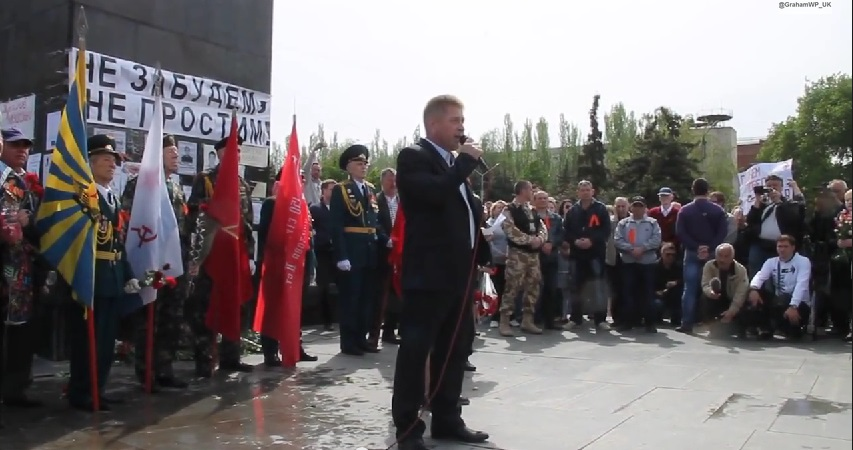
Выступление «народного» мэра Славянска Вячеслава Пономарёва на праздничном митинге 9 мая 2014 года.

По сообщению корреспондента «Комсомольской правды» Евгении Супрычевой, Вячеслав Пономарёв продемонстрировал ей заявление городского главы Славянска Нели Штепы об отставке, сказав: «Мы ей сделали такое предложение, от которого она не смогла отказаться». После этого Супрычева увидела Штепу под конвоем в здании городской администрации Славянска. Штепа кричала: «Я не писала заявления. Они меня арестовали!» За попытку сообщить об этом в редакцию была взята под стражу сама Супрычева и провела в заключении двое суток.
Под контролем «народного мэра» находилась местная милиция, пенитенциарная служба, ЖКХ и другие службы города.

Я без амбиций, я человек простой. Если мне поручат какой-то фронт работ выполнять, я буду этим заниматься. Нужно будет воевать в составе подразделения рядовым бойцом, я, значит, буду воевать.

### Задержание
10 июня 2014 года Вячеслав Пономарёв был задержан по приказу командира вооружённых формирований ДНР Славянска, министра обороны самопровозглашённой Донецкой Народной Республики Игоря Стрелкова и доставлен в здание бывшего СБУ. «Так называемый „народный мэр“ Пономарёв смещён с должности за ведение деятельности, несовместимой с целями и задачами гражданской администрации. Большего пока сказать не могу», — говорилось в заявлении Стрелкова. В штабе вооружённых формирований пояснили, что до бойцов и мирных жителей не доходила гуманитарная помощь, которая приходила в город.
13 июня новым исполняющим обязанности главы города был назначен руководитель управления социальной защиты Славянска Владимир Павленко. В сети появились противоречивые слухи о расстреле Пономарёва.

### Дальнейшая судьба
5 июля 2014 года Вячеслав Пономарёв был отпущен из-под стражи, вместе с оставившими город сепаратистами покинул Славянск и перебрался в Донецк, вступил в ряды бойцов ДНР.
3 августа 2014 г. Вячеслав Пономарёв дал интервью корреспонденту телеканала LifeNews, передача была снята в Москве.
19 марта 2015 г. Вячеслав Пономарёв дал интервью, в котором рассказал о причинах своего ареста в бытность мэром г. Славянска и о деятельности в г. Славянске Игоря Стрелкова.
В 2018 году работал в Москве на стройке.

## Международные санкции
Из-за поддержки российской агрессии и нарушения территориальной целостности Украины во время российско-украинской войны находится под персональными международными санкциями разных стран. С 20 июня 2014 года находится под санкциями Соединенных Штатов Америки. С 21 июня 2014 года находится под санкциями Канады. С 5 августа 2014 года находится под санкциями Японии.
С 10 июня 2020 года находится под санкциями Австралии. С 2 апреля 2020 года находится под санкциями Швейцарии. Указом президента Украины Владимира Зеленского от 24 июня 2021 находится под санкциями Украины. С 14 февраля 2022 года находится под санкциями Великобритании. С 14 марта 2022 года находится под санкциями всех стран Европейского союза.